# Estación Rosario (Chile)
Rosario es una estación ferroviaria ubicada en la Comuna de Rengo, en el kilómetro 104 de la red ferroviaria al sur. Era detención del servicio Metrotren, pero se removió como detención en 2017.

## Historia

### SigloXIX
Con la construcción del ferrocarril del Sur en Chile a finales del siglo XIX, el tramo Requínoa-Pelequén donde se encuentra esta estación fue inaugurado el 30 de abril de 1862.

### SigloXX
Entre la década de 1920 a mediados de la década de 1930 existió un tranvía que conectaba a la estación con la localidad de Guacarhue. el edificio de la estación original fue cerrado en la década de 1980 y debido al paso del tiempo, este se deterioró al nivel de quedar destruido.[cita requerida]

### SigloXXI
Con el inicio de los servicios del Metrotrén, se construyó una nueva estación y nuevos andenes. Sin embargo, desde marzo de 2017, esta estación dejó de ser detención de servicio de Metrotren, producto de las inauguraciones de Tren Rancagua-Estación Central y Tren Nos-Estación Central, y el Metrotren San Fernando que usaba esta detención fue suprimido ya que se dividió en estos últimos dos servicios.
El 19 de agosto de 2022 el presidente Gabriel Boric anunció nuevas detenciones del Tren Rancagua en el tramo Rancagua–San Fernando, para ello se volverá a  habilitar la estación Rosario. Se espera que la estación vuelva a estar operativa entre 2023 y 2024, junto con las estaciones Requínoa y Pelequén. En septiembre de 2024, se anunció que en una colaboración entre EFE y el gobierno regional se dio inicio a las obras de restauración de las estaciones Requínoa y Rosario, por lo cual se esperaba que ambas se encontraran habilitadas durante el primer semestre de 2025. Sin embargo, en junio de 2025 se informó que las obras presentaban retrasos significativos, por lo cual se espera que la reinauguración de las estaciones Requínoa y Rosario ahora sea para 2026.

## Infraestructura

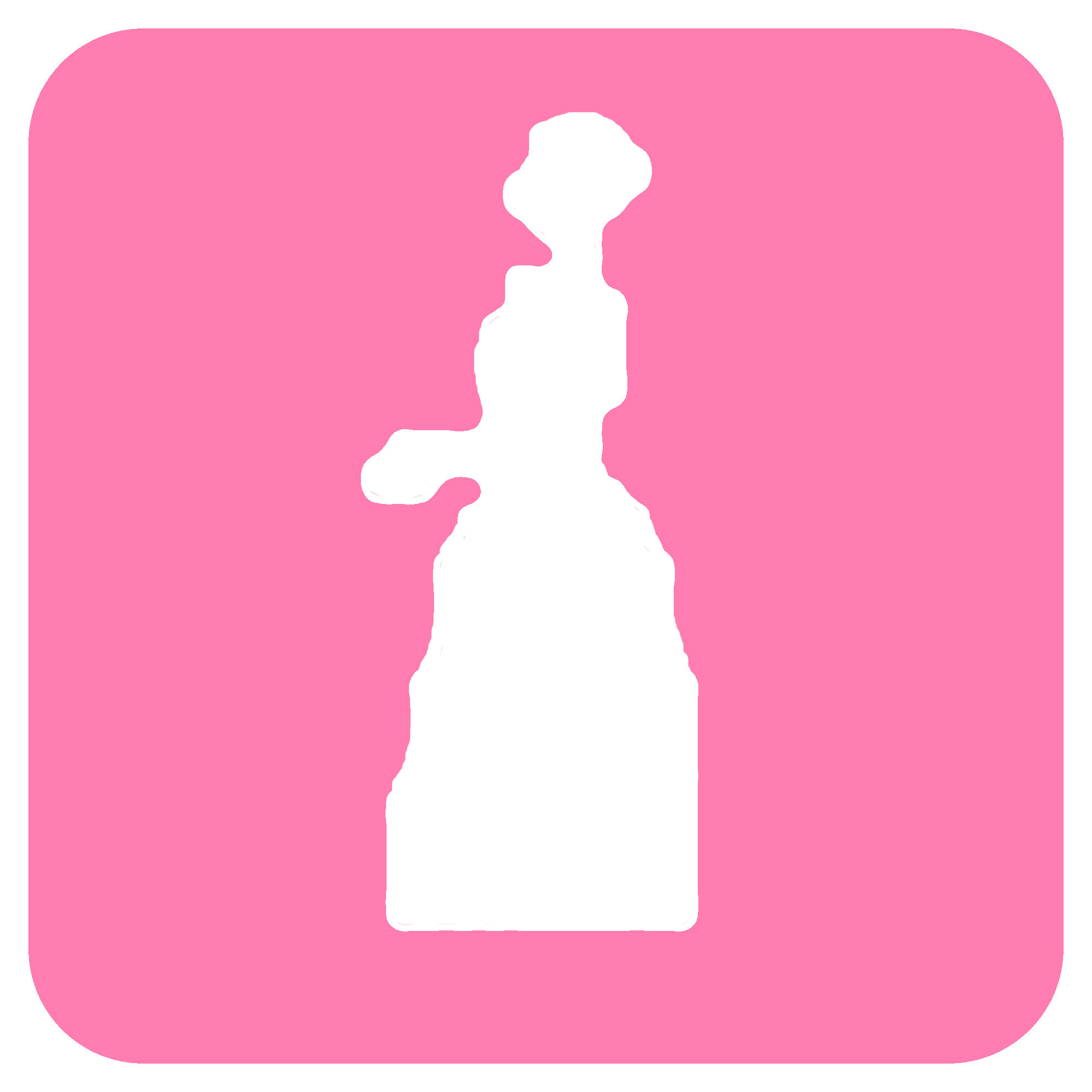
Pictograma que identificaba a la estación en 2001.

Cuenta con un patio de rieles característico de las estaciones ubicadas en la red sur, además de una caseta de movilización, y 2 andenes iluminados.

### Remodelación
En septiembre de 2024 se anunció la restauración de la infraestructura de la estación, en dónde la empresa de ferrocarriles le entregó terrenos de la estación a la Dirección de Arquitectura del MOP O’Higgins. el proyecto contempla la inversión por parte del Consejo Regional de O’Higgins de 507 millones de pesos en la restauración de 604 m2 de superficie  e infraestructura, y se espera que las obras terminen en abril de 2025. Las obras incluyen la modernización del sistema eléctrico en la estación, la habilitación de boleterías, bodegas y baños públicos. El 16 de octubre iniciaron las obras en la estación.